# 봉화금씨 군위공종택
봉화금씨 군위공종택(奉化琴氏 軍威公宗宅)은 대한민국 경상북도 봉화군 명호면 고감리에 있는 건축물이다. 2005년 12월 26일 경상북도의 문화재자료 제495호로 지정되었다.

## 개요
봉화금씨 군위공종택은 고려초기에 봉화 금씨 시조인 영렬공 금의(英烈公 琴儀, 1153~1230) 선생께서 이곳에 내려와 터전을 잡고 1450년대에 창건한 후, 그 후선들이 세거하면서 수차 증·개축을 하였고, 현재 종택은 영렬공 금의의 12대손으로 은진현감을 지낸 금회(琴淮)의 넷째 아들인 금계(琴啓)의 종가집이다. 종가입구에는 영렬공께서 심었다는 괘화나무 3그루가 있으며, 20m 정도 떨어지 ㄴ곳에 봉화에서 가장 오래된 우물인 효정(孝井)이 원형대로 남아있고, 종가를 둘러싸고 있는 사마산(斯馬山)은 고구려시대의 군명(郡名)인 '고사마(古斯馬)'의 지명이 변치 않고 전해 내려오는 등 봉화금씨 발원지이자, 봉화의 산역사를 보여주고 있다.
봉화금씨 군위공종택은 튼 ㅁ자형 건물로 수차례 중수로 인해 건립 당시의 모습은 찾아볼 수 없지만, 지금의 사랑채와 안채가 중건시의 평면구성과 구조 양식을 잘 간직하고 있어 19세기 후반 이후 건축유형을 보여주는 등 종택의 입지환경을 살펴볼 수 있다.

## 참고 문헌
- 봉화금씨군위공종택 - 국가유산청 국가유산포털